# Rubus braeuckeri
Rubus braeuckeri är en rosväxtart som beskrevs av Gottlieb Braun. Rubus braeuckeri ingår i släktet rubusar, och familjen rosväxter. Inga underarter finns listade i Catalogue of Life.